# Vrbice (Hořovičky)
Vrbice je vesnice, část obce Hořovičky v okrese Rakovník ve Středočeském kraji. Leží 1,5 kilometru severně od Hořoviček.

## Historie
První písemná zmínka o vesnici pochází z roku 1275.
Od roku 2014 ve vesnici působí spolek Zachraňme Vrbici, který usiluje o záchranu a obnovu místních památek a komunitního života.

## Přírodní poměry
Severní částí vsi protéká Očihovecký potok. Podél silnice z Běsna do Děkova vede hranice přírodního parku Džbán, do něhož zasahuje celá část katastrálního území severně od silnice.

## Obyvatelstvo
Při sčítání lidu v roce 1921 zde žilo 228 obyvatel (z toho 106 mužů), z nichž bylo patnáct Čechoslováků a 213 Němců. Většina lidí se hlásila k římskokatolické církvi, ale žila zde také evangelická menšina (33 lidí), jeden člen církve československé a čtyři příslušníci jiných nezjišťovaných církví. Podle sčítání lidu z roku 1930 měla vesnice 250 obyvatel: deset Čechoslováků a 240 Němců. Kromě třinácti evangelíků a jednoho člověka bez vyznání se hlásili k římskokatolické církvi.
| Rok            | 1869 | 1880 | 1890 | 1900 | 1910 | 1921 | 1930 | 1950 | 1961 | 1970 | 1980 | 1991 | 2001 | 2011 | 2021 |
| -------------- | ---- | ---- | ---- | ---- | ---- | ---- | ---- | ---- | ---- | ---- | ---- | ---- | ---- | ---- | ---- |
| Počet obyvatel | 167  | 193  | 228  | 258  | 266  | 228  | 250  | 112  | 106  | 82   | 60   | 62   | 46   | 58   | 38   |
| Počet domů     | 24   | 26   | 33   | 45   | 44   | 46   | 49   | 46   | 46   | 25   | 19   | 32   | 29   | 35   | 34   |

## Obecní správa
Při sčítání lidu v letech 1850–1960 Vrbice byla samostatnou obcí, se kterým patřila nejprve do okresu Podbořany, ale od roku 1960 v okrese Rakovník. Od 12. června 1960 je částí obce Hořovičky v okrese Rakovník.

## Pamětihodnosti
- Kostel Povýšení svatého Kříže
- Asi 800 metrů severovýchodně od vesnice stával hrádek u Vrbice. Dochovalo se po něm tvrziště objevené v roce 2013.[11]

## Další fotografie

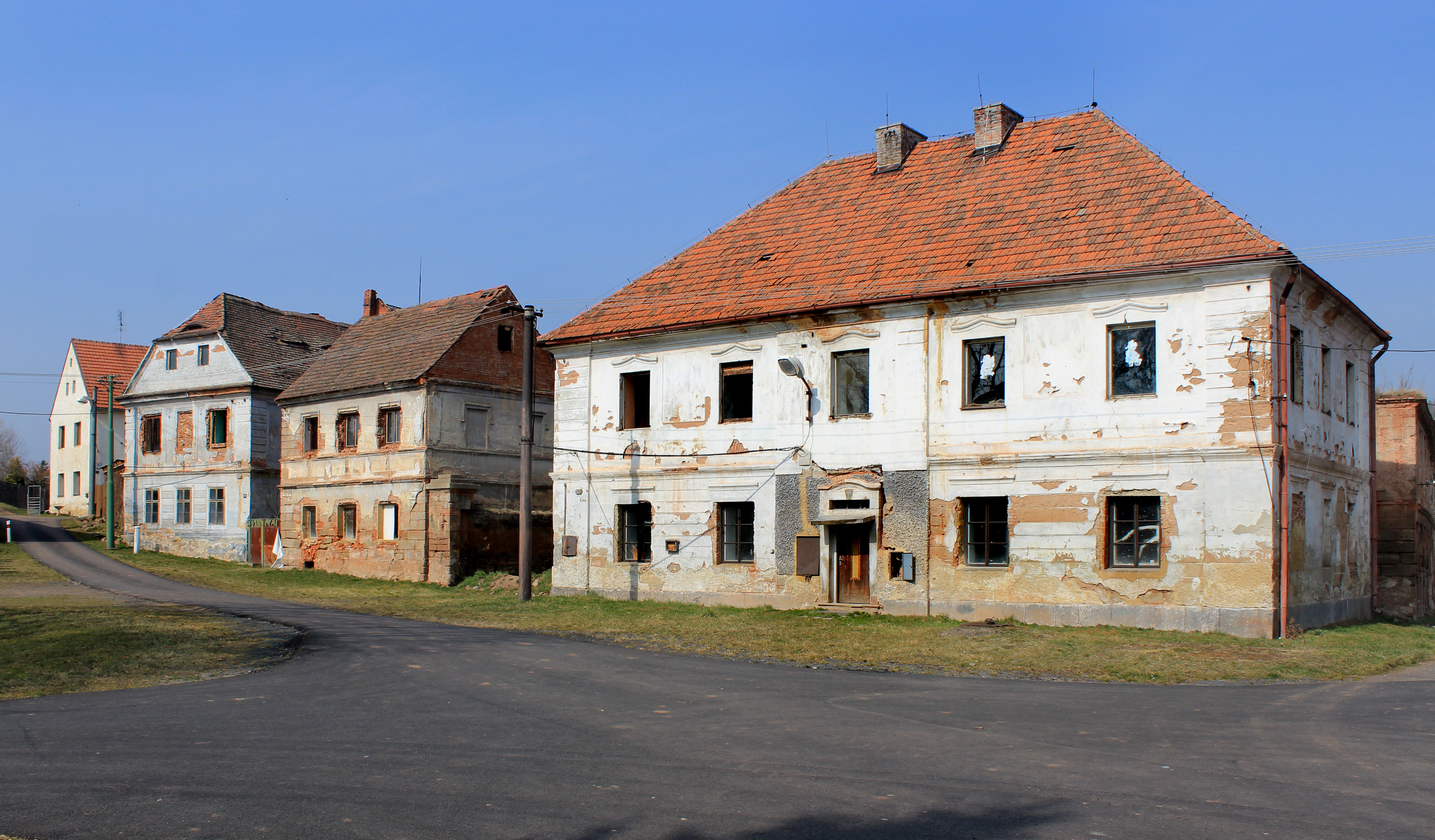
Vybydlené domy na návsi
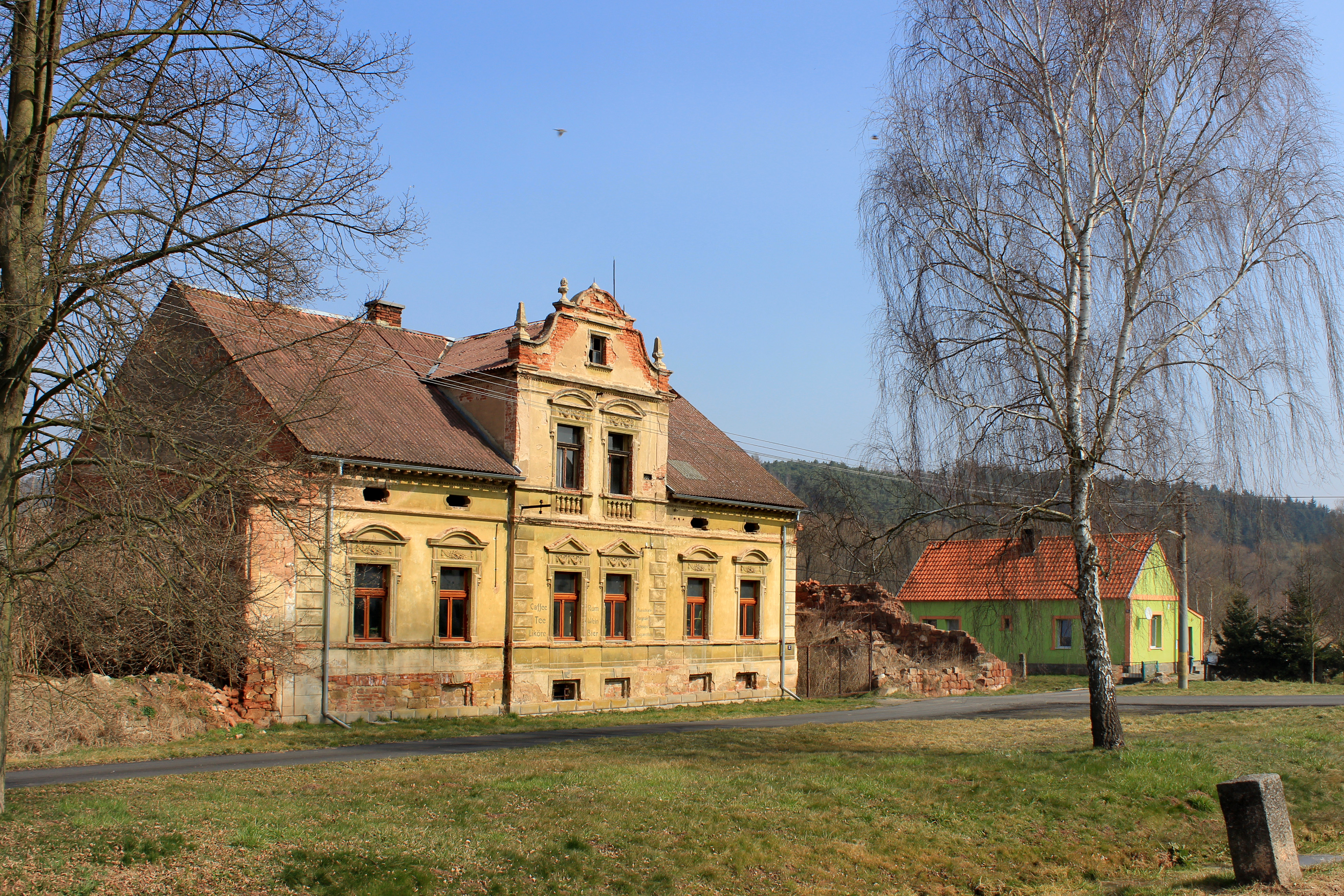
Opravovaný dům
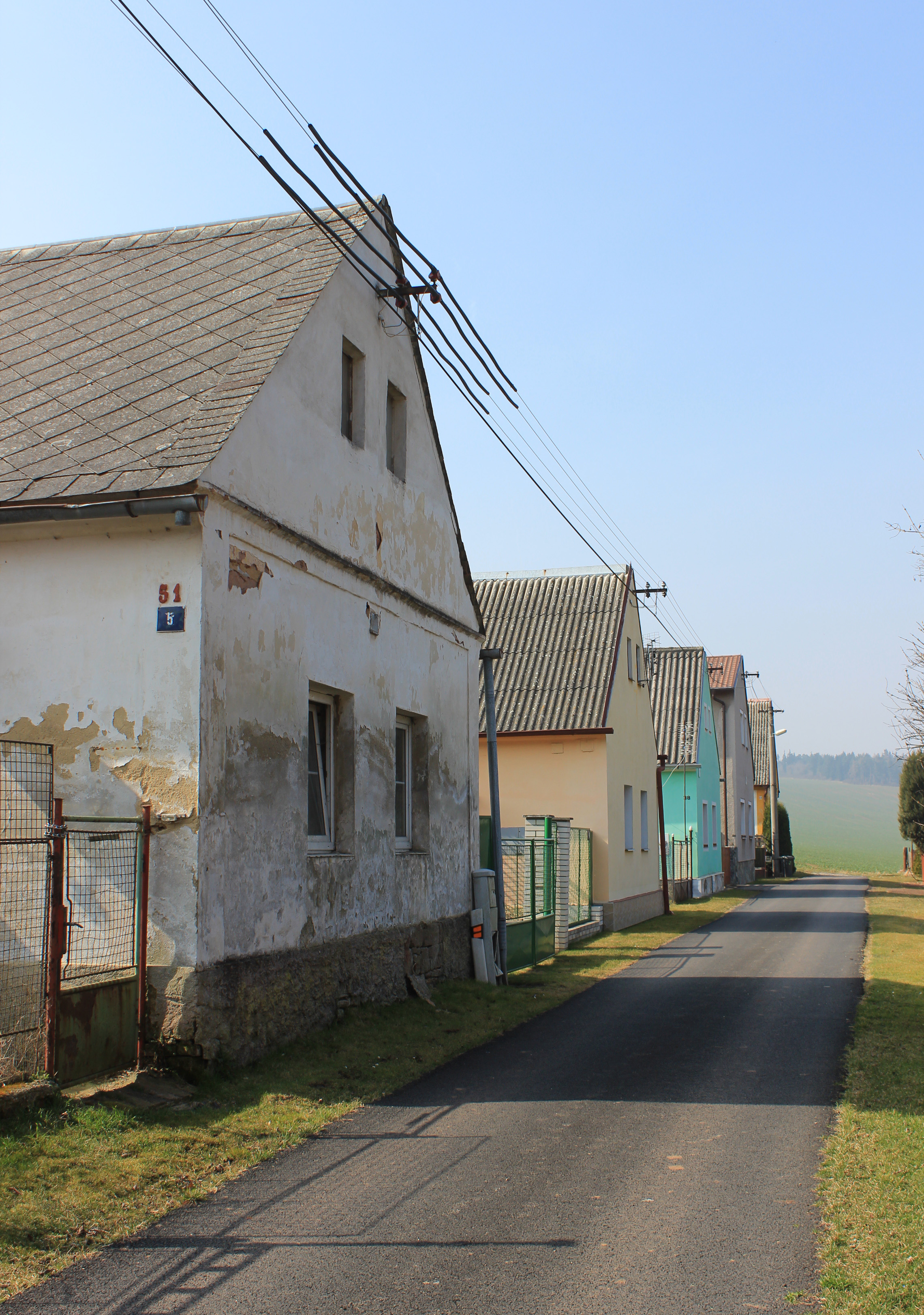
Vedlejší ulice
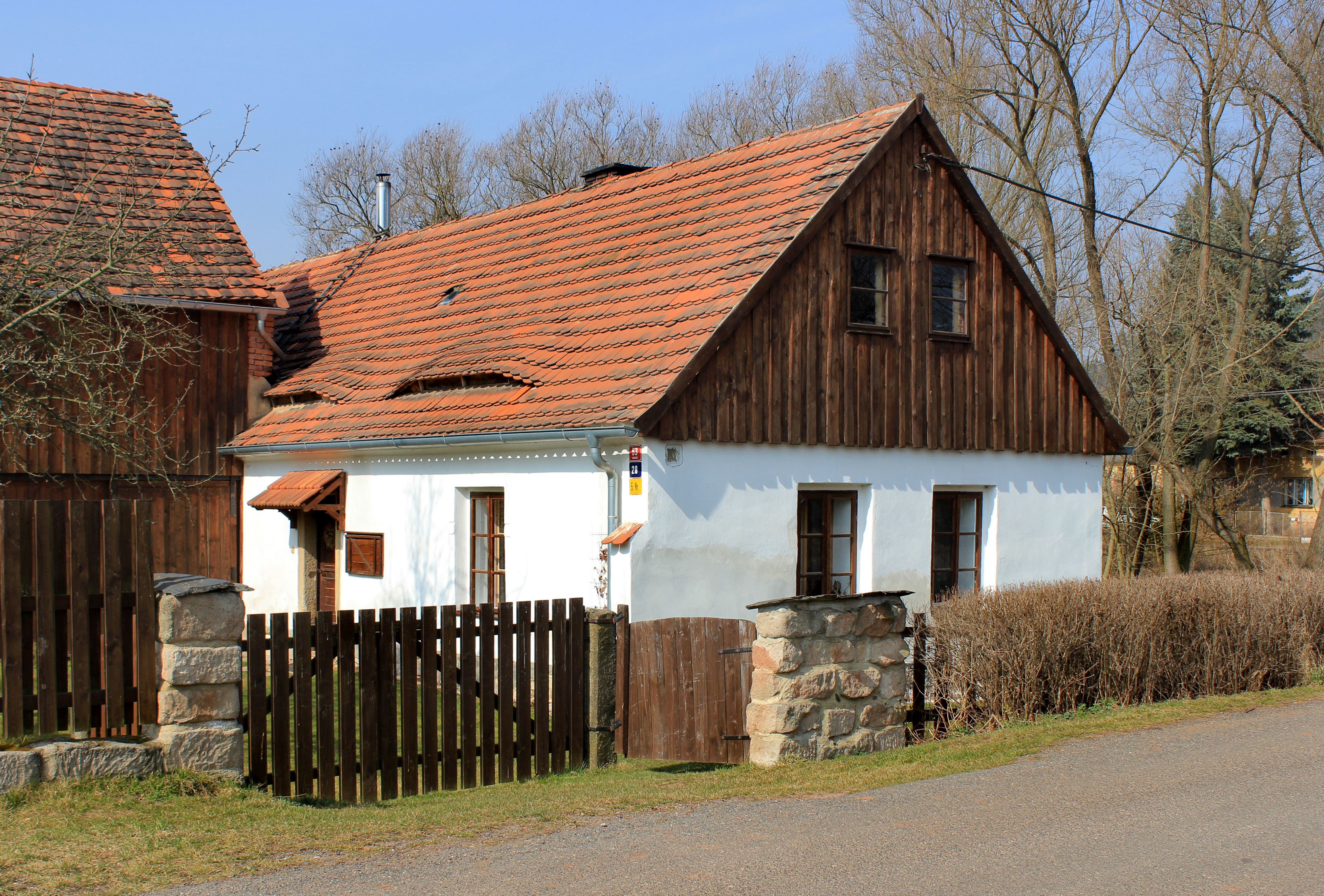
Domek u hlavní silnice